# Béla Bartók
Béla Bartók (hongarès: Bartók Béla)  (Sânnicolau Mare, 25 de març de 1881 - Nova York, 26 de setembre de 1945) (IPA: ˈbeːlɒ ˈbɒrtoːk), fou un compositor i pianista hongarès, considerat, amb Zoltán Kodály, el compositor hongarès més important del segle xx. Per les seves investigacions sobre la música folklòrica, Bartók es considera un dels fundadors de l'etnomusicologia, l'estudi de la música folklòrica i la música de cultures no occidentals.
Al març de 1927, va visitar Barcelona i va interpretar la Rapsòdia per a piano Sz.26 amb l'Orquestra Pau Casals al Gran Teatre del Liceu. Durant la mateixa estada, va assistir a un concert de la Cobla Barcelona al Palau de la Música Catalana. Segons el crític Joan Llongueras, «l'interessaren molt les sardanes, sobretot, la frescor, espontaneïtat i vida de la nostra música […] volgué conèixer el mecanisme de les tenores i les tiples, i sol·licità dades de la composició de la cobla i extensió i característiques de cada instrument».

## Biografia

### Infantesa i primers anys
Quan va néixer Bartók, Hongria era un país aparentment estable dins de l'Imperi Austrohongarès, que abastava una àmplia àrea i que contenia nombrosos grups ètnics i llengües diferents. Bartók va créixer en la Gran Hongria de l'imperi dels Habsburg, que va ser trencat pel Tractat de Trianon després de la Primera Guerra Mundial. El seu lloc de naixement, Nagyszentmiklós (Gran Sant Nicolau), esdevingué Sânnicolau Mare (Romania). La família Bartók va tenir els seus orígens al nord del país, però durant el segle xix va jugar el seu paper en la colonització per part dels hongaresos del sud predominantment eslau i romanès. L'avi del compositor, János Bartók, havia estat el director de l'escola d'agricultura de Nagyszentmiklós, en el que llavors era el comtat de Torontál. Quan va morir, quatre anys abans que nasqués el compositor, el seu fill Béla (pare del compositor), de vint-i-dos anys, va assumir el càrrec.
El seu pare era un músic aficionat d'una habilitat considerable. Tocava diversos instruments, principalment el violoncel, i fins i tot va compondre música lleugera. L'any 1887 va organitzar una orquestra, amb la intenció de millorar el nivell existent, i al jove Béla el van portar a escoltar una actuació pel seu cinquè aniversari. En aquests concerts de valsos de Strauss, de cançons populars hongareses i italianes, el nen va quedar especialment impressionat per l'obertura brillant i alegre de Semiramide de Rossini.
La casa dels Bartók era un centre d'activitat musical. La mare, el nom de soltera de la qual era Paula Voit, procedia de Pozsony (ara Bratislava), a Eslovàquia, i era professora de la mateixa escola, pianista i parlava millor l'alemany que l'hongarès. Ell i la seva mare van estar molt units al llarg de la seva llarga vida.
Tot i haver estat un nadó sa, la seva infantesa va estar marcada per diversos problemes de salut que no es van resoldre fins als cinc anys. Quan tenia tres mesos, va ser vacunat contra la verola i li va fer una reacció al·lèrgica. Durant els anys següents va patir un èczema recurrent a la pell que li va causar dolor no només físic sinó també mental. Fins al punt que quan arribaven visites, el nen estava tancat a la seva habitació a causa del seu aspecte. A més, altres malalties com una pneumònia van endarrerir el seu desenvolupament: va trigar a caminar i no va començar a parlar fins després dels dos anys.
El pare va morir a trenta-dos anys després d'un llarg període de malaltia. Bartók tenia set anys, la seva germana Elza tres, i la mare va tornar a ensenyar piano mentre la germana soltera Irma Voit venia a ajudar amb la casa i els nens. Un any més tard, el 1889, Paula Bartók va obtenir una plaça de professora a una altra petita ciutat, Nagyszöllős a l'extrem nord-est del país (ara pertanyent a Ucraïna com a Vinogradiv). L'organista de Sopron, Christian Altdörfer, en una visita al poble es va interessar especialment per Béla i li va profetitzar un futur brillant. La seva mare també es va adonar que tenia un fill molt dotat. Per estar-ne segura, va portar el jove Béla a Budapest i va parlar amb músics destacats de la capital per confirmar els seus sentiments. El professor Károly Aggházy hi va reconèixer un alumne dotat i va oferir a dur-lo a la seva classe al Conservatori de Budapest. La mare no va seguir aquest consell autoritzat, no només per la despesa que suposaria aquesta nova orientació sinó sobretot per veure'l acabar els estudis a Nagyszőllős.
Descontenta amb el nivell d'educació general, va enviar Béla dos anys més tard a viure amb la seva cunyada vídua, Emma Voit, a uns dos-cents quilòmetres de distància a Nagyvárad, actualment la ciutat romanesa d'Oradea, prop de la frontera entre l'Hongria moderna i Romania. Durant aquest temps els estudis eren en alemany i els dons musicals de Bartók van començar a florir i a ser reconeguts.
Malgrat la seva passió per la música, Bartók era un nen reservat però amb molts interessos. Llegia amb avidesa, ajudava els companys, criava cucs de seda i col·leccionava insectes —una afició que el va acompanyar tota la vida. També sentia una gran curiositat per les llengües i en va arribar a aprendre moltes: alemany, llatí, anglès, francès, eslovac, romanès, italià, espanyol i fins i tot turc.

### Estudis musicals

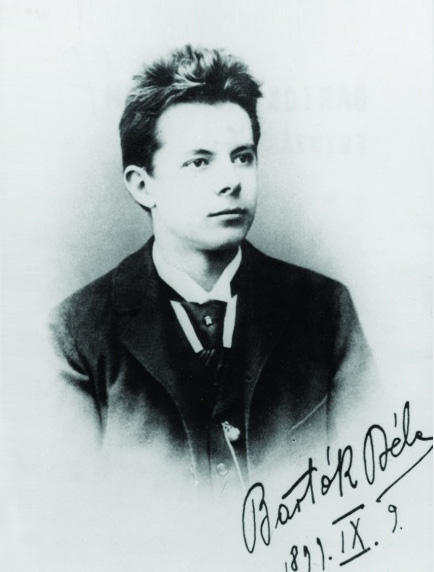
Bartók al final de l'educació secundària

La família es va traslladar a Pozsony el 1893, on Bartók va tornar a assistir a l'escola secundària. Pozsony era una ciutat més gran i culturalment activa, on la seva mare esperava trobar un nou lloc de treball. La ciutat tenia tradició musical i acadèmica, i es convertí en una etapa important per a la formació del jove compositor. Quan Béla va acabar segon de primària, es van traslladar de nou a Bistrița a Transsilvània, on la mare va trobar feina. Béla va quedar enamorat d'aquesta regió i més endavant hi tornaria sovint per recol·lectar cançons populars romaneses.
Finalment, l'any 1894, va sorgir una feina al personal de l'escola de professorat de Pozsony, i Paula Bartók es va traslladar de nou a la ciutat definitivament. Allà Bartók va acabar els seus estudis secundaris, tornant a l'escola on l'ensenyament era en hongarès. Va començar a tocar l'orgue en una església de les Clarises annexa a l'escola. La formació musical la va obtenir fora de l'escola, amb László Erkel, fill del principal compositor d'òpera hongaresa del segle xix, Ferenc Erkel, i més tard amb Anton Hyrtl. A Pozsony, Paula Bartók va aconseguir la seva ambició de proporcionar al seu fill un entorn musical estable en el qual es pogués desenvolupar el seu talent amb bons professors de música. Pozsony tenia la vida musical més activa de totes les ciutats provincials d'Hongria. D'una banda va poder estudiar piano i harmonia amb László Erkel fins als quinze anys; de l'altra, va poder assistir a moltes actuacions d'orquestra i òpera. També hi havia moltes oportunitats per tocar música de cambra i, per tant, quan va complir els divuit anys ja estava bastant familiaritzat amb la literatura musical des de Bach fins a Brahms i Wagner. Al mateix temps va compondre amb diligència sota la forta influència de Brahms i Dohnányi.

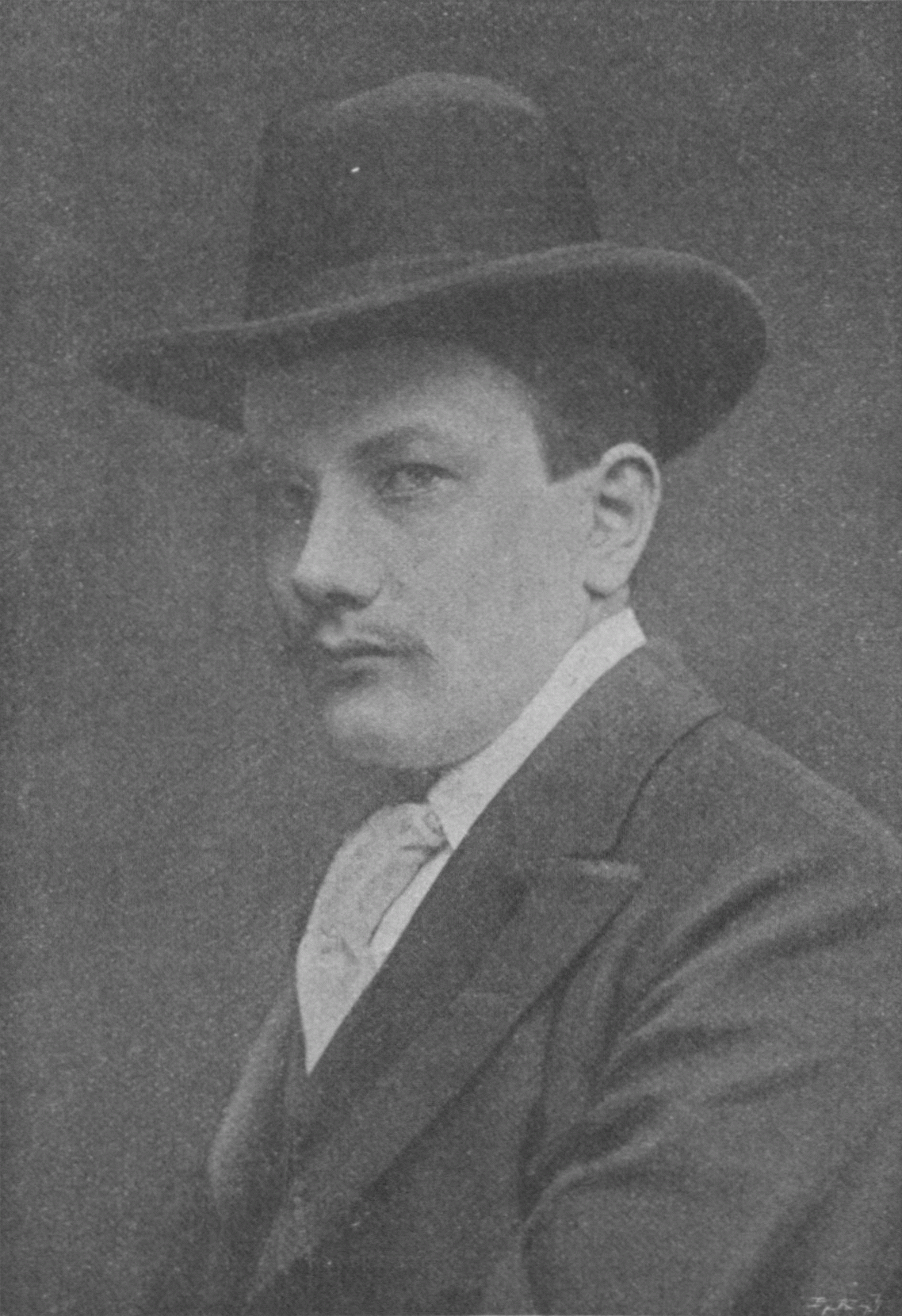
Ernő Dohnányi, a qui Bartók va idolatrar

El desembre de 1898, a la meitat del seu darrer any a l'escola, Bartók va anar amb la mare a Viena, per presentar-se a l'examen d'accés al Conservatori. Viena, la ciutat de Brahms, era el cor de la tradició clàssica austroalemanya, i oferia no només una educació sòlida, encara que convencional, sinó el prestigi d'una gran capital musical. Bartók va aprovar l'examen, però com que Dohnányi, a qui en aquell moment idolatrava, havia optat per estudiar a Budapest, ell va fer el mateix. En conseqüència, el gener de 1899 mare i fill van marxar cap a la capital hongaresa, i Bartók va fer una audició a l'Acadèmia de Música. El professor de piano de Dohnányi, István Thomán, el va sentir tocant Beethoven, Bach i Liszt, i el professor de composició Hans von Koessler va examinar les obres que portava. De nou li van oferir una plaça i una beca, i va decidir acceptar.
Només un mes després de ser acceptat per l'Acadèmia de Budapest, Bartók va caure greument malalt: es va sospitar que tenia tuberculosi. Això va marcar l'inici d'un llarg període de problemes de salut intermitents. Va aconseguir completar l'últim any i obtenir bons resultats en els exàmens, però immediatament la mare el va portar a passar l'estiu a Caríntia. En cada any a l'Acadèmia hi va haver absències prolongades. Això explica la seva preocupació de tota la vida per la seva salut i fragilitat física. Després d'una nova pneumònia, el novembre del 1900 el va passar amb la seva mare a Merano, al Tirol, fins a la primavera. El viatge va ser pagat per Róza Gárdony, la seva primera mecenes coneguda. D'aquesta estada en va sortir amb més pes i força per tornar a l'Acadèmia.

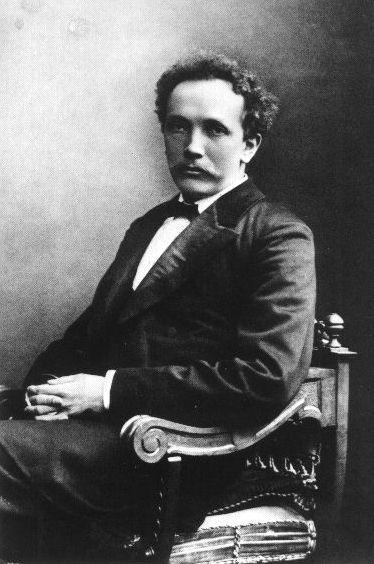
Richard Strauss, la seva primera gran influència

En aquest punt passa un fet important pel futur del compositor. Bartók va començar a ensenyar contrapunt a Emma Gruber, amiga de Mihalovich, director de l'Acadèmia. Nascuda Emma Sándor, membre d'una influent família de Budapest, en aquell moment era l'esposa d'Henrik Gruber, patrona musical, compositora aficionada i més tard es convertiria en la primera esposa de Zoltán Kodály i en una membre del petit cercle d'amics de Bartók. Com la resta d'assistents, Bartók va quedar molt impressionat per l'aparició de la Primera Simfonia de Dohnányi, que va tocar al saló d'Emma Gruber. Bartók va mantenir la primera relació sentimental amb una de les seves companyes de classe, Felicitas Fábián, a qui va dedicar un Scherzo en si bemoll menor.
El febrer de 1902, Bartók va descobrir la música de Richard Strauss quan va assistir a la primera actuació a Budapest d'Also sprach Zarathustra, i l'efecte sobre el compositor de vint anys d'aquesta obra va ser molt rellevant, comportant un canvi fonamental en els horitzons musicals de Bartók. La seva primera resposta creativa va ser embarcar-se en una Simfonia en mi bemoll major en la qual va treballar durant una pausa estival que va passar amb la família a Pozsony. Va preparar l'obra en partitura per a piano, com seguiria fent amb totes les seves obres orquestrals posteriors, però només va orquestrar l'Scherzo.
A Budapest va estudiar amb professors de molt renom en aquell moment com István Thomán i composició amb János Koessler. Thomán va ser el primer professor que es va interessar molt pel desenvolupament de Bartók, i Bartók va guardar una devoció per Thomán tota la vida. Quan Bartók va rebre el seu diploma de l'Acadèmia de Música de Budapest l'any 1903, ningú podria haver profetitzat que es convertiria en un dels grans compositors del segle xx. Molts van predir, però, que tindria una carrera reeixida com a pianista.

### Carrera musical inicial
La resposta musical de Bartók al creixent nacionalisme hongarès de principis del segle xx va ser escriure un poema simfònic de deu seccions sobre l'heroi de la revolució hongaresa de 1848, Lajos Kossuth. Bartók va imitar tant l'estil com l'estructura d'un poema simfònic de Strauss que l'havia impressionat: Ein Heldenleben. Després de graduar-se, Bartók va passar l'estiu a Gmunden, Alta Àustria, treballant amb Dohnányi i orquestrant Kossuth. Quan l'obra es va estrenar a principi de 1904, Bartók es va convertir de sobte en una celebritat, almenys al seu propi país. Kossuth va ser el seu primer èxit com a compositor i l'únic que tindria en els propers anys. De fet, l'èxit de Kossuth va ser més polític que musical. El jove i inexpert Bartók es va veure atrapat en l'onada de patriotisme que va arrasar Hongria en aquella època.
Mentrestant s'anava fent un nom i començava a construir una carrera com a virtuós del piano. Entre 1903 i 1906 Bartók va seguir una vida itinerant i va tocar a Viena, Berlín, Bratislava i Budapest entre d'altres. En algun concert ja començava a introduir petites obres pròpies. Hans Richter, un dels primers promotors també de Dohnányi, va oferir oportunitats a Bartók com a pianista. El novembre de 1904 va tocar el Cinquè Concert per a piano de Beethoven al Konzertverein de Viena, i al desembre va fer un recital en solitari a Berlín, pel qual va rebre bones crítiques, però sense entusiasme.

### Primers contactes amb folklore
Bartók va passar gran part de l'any 1904 a la localitat rural eslovaca de Gerlicepuszta (actual Ratková), que va ser la seva base fins a finals de la tardor. Allà va continuar component a la seva manera establerta, fins que va tenir una experiència musical per a la qual no estava preparat i que va canviar el curs de la seva vida. Bartók hi havia anat sol per preparar un concert a Budapest previst per a la primavera següent. Al mateix edifici s'allotjava una família de Budapest i amb ells hi havia la seva criada, Lidi Dósa, una noia hongaresa székely de Transsilvània. Bartók la va sentir cantar una cançó senzilla a un nen: Una poma vermella va caure al fang/Qui la reculli no ho farà en va. Intrigat, li va demanar que cantés qualsevol altra cançó antiga del poble que conegués, apreses de la seva àvia. Com qualsevol músic clàssic d'Europa amb interès pel folklore, Bartók va fer després un senzill arranjament de Piros alma ('La poma vermella') i aquest es va publicar l'any següent a la revista Magyar Lant. Aquest va ser l'inici d'una passió per la música popular que canviaria el curs de la vida i l'obra del compositor. Aquesta trobada va obrir els ulls de Bartók a les immenses possibilitats de la cançó popular. Bartók va passar més temps amb Dósa, transcrivint les cançons populars que ella sabia de memòria. Com arribaria a afectar això a la seva pròpia música encara ni s'entreveia. Durant dos o tres anys va continuar seguint la seva carrera com a pianista i compositor de la mateixa manera que ho havia fet ela dos anys anteriors, mentre que col·leccionar música popular era una línia que feia amb gust creixent però de moment completament a part.
L'any 1905, Bartók va anar a París per participar com a pianista i compositor al Concurs internacional Rubinstein. Va ser el seu primer fracàs. El premi de piano va ser per a Wilhelm Backhaus. En composició només hi havia cinc concursants i el jurat va decidir no atorgar el primer ni el segon premi. Es van atorgar mencions d'honor a Attilio Brugnoli i a Bartók.

### Coneix Kodály

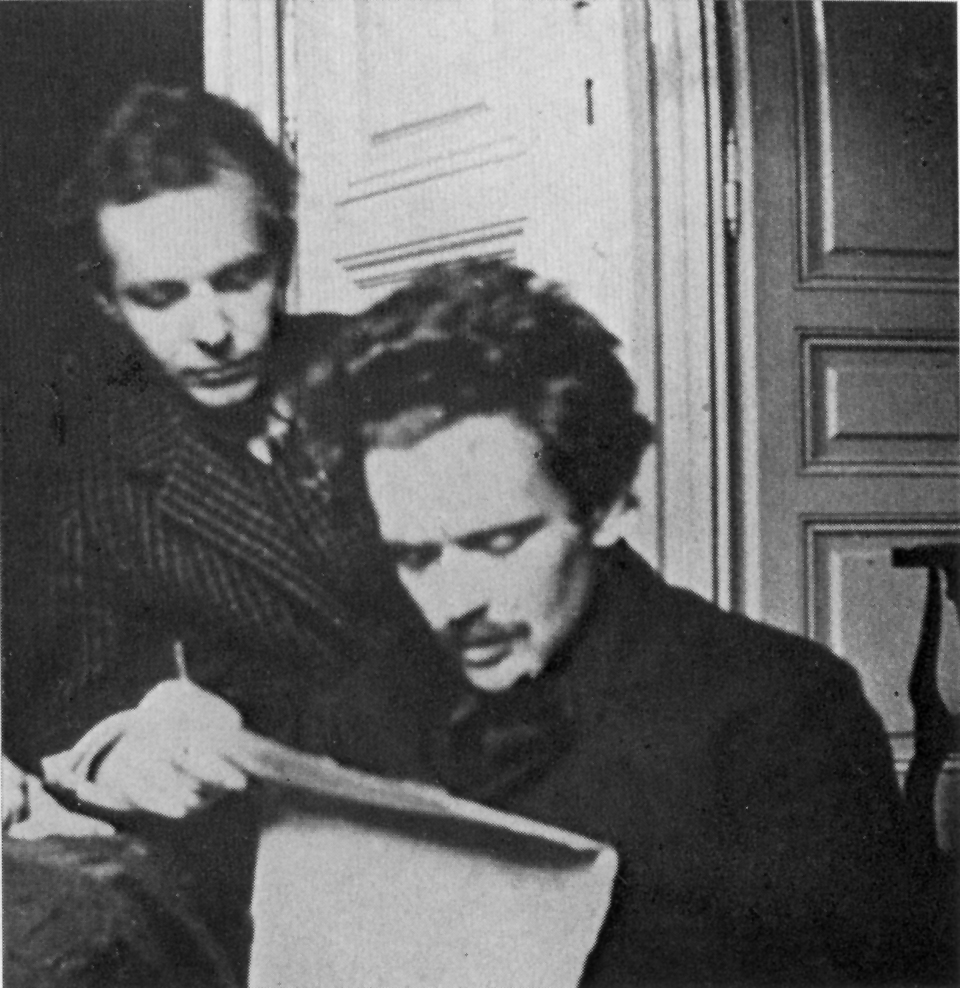
Bartók i Kodály, el 1906, l'any que es van conèixer

El març de 1906 Emma Gruber li va presentar l'home que havia de convertir-se en el seu millor amic, Zoltán Kodály. Kodály era només un any més jove que Bartók, i havia estat estudiant composició a l'Acadèmia de Música (també amb Koessler) al mateix temps. Ho havia combinat amb una llicenciatura en literatura alemanya i hongaresa a la Universitat, que va acabar en un doctorat sobre l'estructura de l'estrofa de la cançó popular hongaresa. L'educació de Kodály era força diferent de la de Bartók: era molt menys autodidacta. Kodály posseïa els coneixements etnològics, els quals Bartók, malgrat tot el seu entusiasme, llavors no tenia. Bartók tenia habilitats musicals més pràctiques i capacitats auditives fenomenals.
El punt de contacte original dels dos músics va ser la recerca de la cançó popular, però aviat van començar a evolucionar junts com a compositors. Kodály sempre més va influir en la presa de decisions de Bartók. El seu entusiasme per la cançó popular es va anar estimulant arran de la seva trobada amb Kodály. Anteriorment, la idea de Bartók de la música folklòrica hongaresa es derivava de les melodies gitanes trobades en les obres de Franz Liszt i altres. No obstant això, Bartók anhelava un estil autòcton hongarès, en el seu nucli, no només en els seus accessoris. Tanmateix, encara estava lluny d'apreciar tot el potencial de la música folk per crear un nou estil de producció pròpia en les seves composicions. La seva Suite núm.1 op.3 per a orquestra (1905), malgrat la seva afirmació "hongaresa", encara compta amb recursos freqüents de Strauss en la seva orquestració. La Segona Suite op. 4 per a orquestra petita ja comença a mostrar un camí a seguir, sobretot en els dos darrers moviments compostos el 1907, amb una melodia i textura més crua i sòbria, que desenvoluparia en composicions successives.
Kodály va introduir a Bartók en la tècnica de col·leccionar discos de gramòfons, que Béla Vikár venia fent al comtat de Borsod des del 1896 i d'una manera única a Europa. L'estiu de 1906 Bartók i Kodály van començar a col·leccionar per separat en expedicions a diverses parts d'Hongria. Després van reunir els seus recursos per publicar al desembre un volum de vint cançons populars amb acompanyament de piano, les deu primeres arranjades per Bartók i les deu segones per Kodály. Aquesta col·lecció va aparèixer el desembre de 1906, però va obtenir una escassa resposta del públic hongarès.
Els seus viatges de col·leccionisme al cor del poble székely a l'extrem oriental de l'Imperia, a la província de Transsilvània durant els mesos de juliol i agost de 1907, amb un assistent local i dos fonògrafs, va resultar una revelació. Allà, entre la gent gran, va trobar molts exemples de melodies pentatòniques anhemitòniques (sense semitons) i va arribar a adonar-se de la base pentatònica de bona part de l'estrat més antic de la música popular hongaresa. Aquests descobriments li va proporcionar la prova final que la renovació del seu propi estil es podia basar en la música popular. La música popular no va ser només un camp fèrtil per als arranjaments, sinó que també va introduir una gran quantitat de models melòdics, rítmics, texturals i formals que es podrien transformar creativament en una composició original.

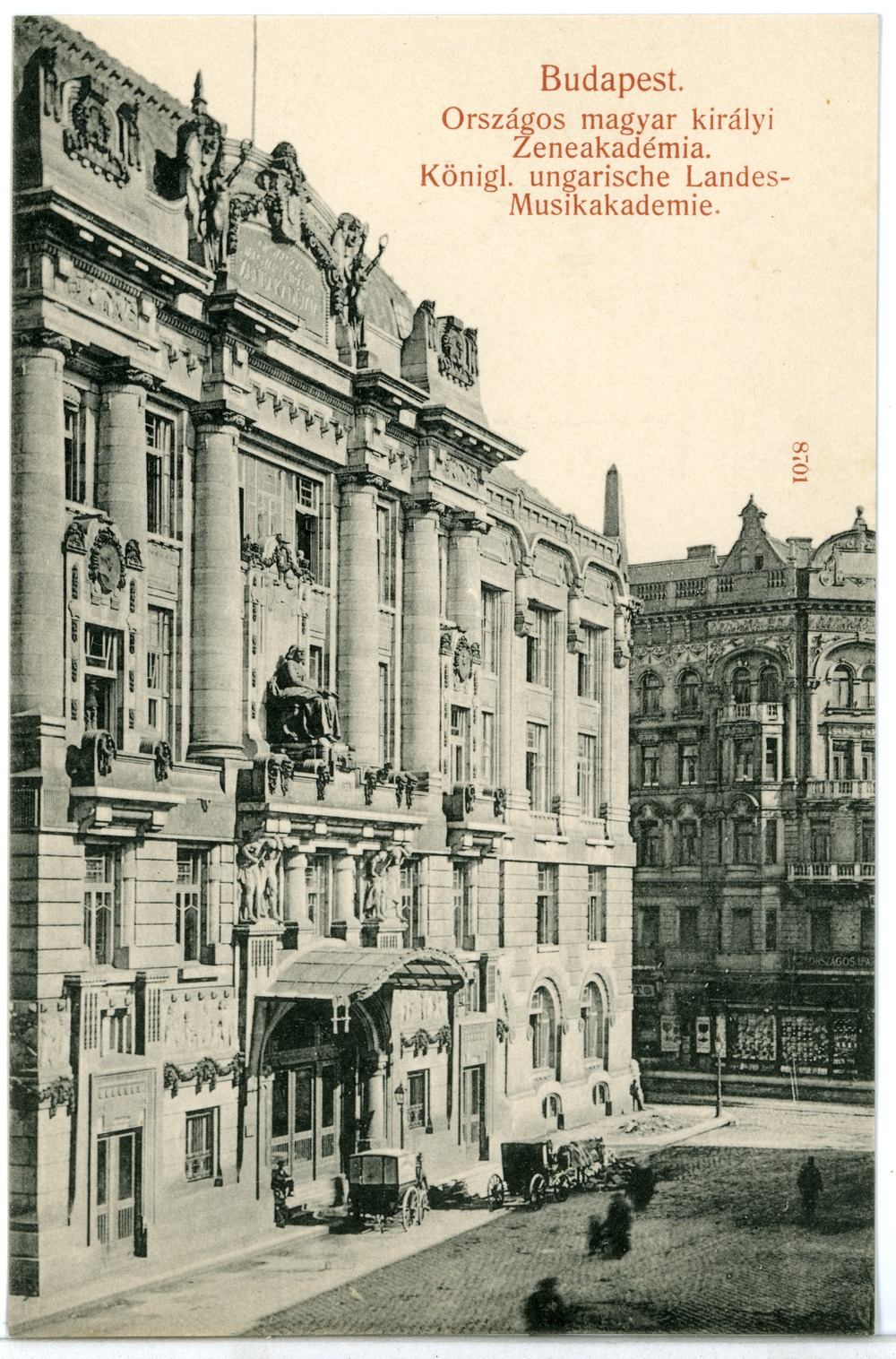
L'Acadèmia de Música de Budapest el 1907, quan Bartók hi va entrar com a professor

Aproximadament entre 1906 i 1912, Bartók va treballar molt tres grans interessos: la composició, la música popular i la seva carrera com a pianista. Tenint en compte la seva constitució fràgil, és difícil imaginar com va ser capaç d'aconseguir tot el que va fer.

### Professor a l'Acadèmia
El 1907 va ser nomenat professor de piano a l'Acadèmia de Música de Budapest, succeint al seu antic professor István Thomán, i va proporcionar a Bartók un sou estable durant molts anys. Es va mantenir en el càrrec fins a l'any 1934. El mateix any que Bartók va entrar com a professor s'acabava d'inaugurar l'edifici va ser construït segons el pla convencional de les acadèmies de música d'arreu d'Europa, amb una sala de concerts (completa amb orgue) al seu centre, accessible des de la planta baixa i primer; les oficines administratives estaven situades als passadissos dels voltants i les aules d'ensenyament es trobaven a les plantes superiors. L'acústica de la sala de concerts seria descrita posteriorment per Stravinski com una de les millors del món. El nou edifici de l'Acadèmia va ser un exemple esplèndid de la florida hongaresa de l'Art Nouveau.

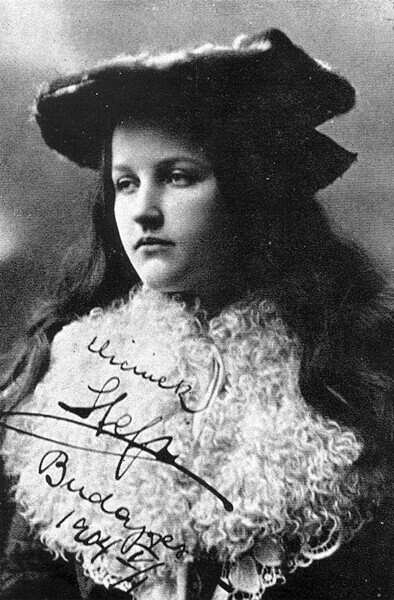
Retrat de Stefi Geyer, el primer gran amor de Bartók

Kodály, també va ser nomenat professor de Composició a l'Acadèmia. Aquest fet va fer que encara s'incrementés el contacte entre els dos músics. Bartók el considerava el seu únic amic a l'Acadèmia, de fet, Bartók es va mantenir al marge de la resta del personal i de l'administració. Malgrat això, era molt estimat per tots els seus alumnes que l'admiraven pel seu geni. Aviat, Bartók va entrar en contacte amb una noia de dinou anys, Stefi Geyer, que era estudiant de violí a l'Acadèmia. Stefi no el va correspondre, però es va convertir en el centre de la seva passió romàntica, en la receptora dels seus pensaments més personals i en la dedicada i protagonista de bona part de la música que va començar a escriure a partir del 1907.
És a partir d'aquest moment en què Bartók comença a compondre amb la seva pròpia personalitat. El seu interès per la música camperola explica fins a cert punt aquest canvi. Però també es comença a notar una altra influència: la del gran compositor francès Claude Debussy. El Primer Concert per a violí -que el va dedicar a Stefi Geyer-, i els Dos retrats per a orquestra, el Primer Quartet de corda i l'òpera El castell de Barbablava, així com moltes peces breus per a piano compostes en aquesta època, mostren la familiaritat de Bartók amb les obres de Debussy.

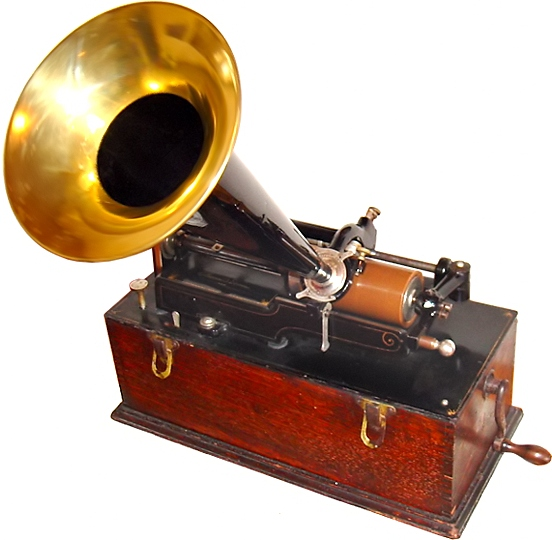
Fonògraf d'Edison, com el que utilitzava Bartók

Però la seva música no era entesa pel públic conservador d'aquests anys a Budapest. Bartók, Kodály i diversos músics més es van veure tan molestos per aquesta situació que van formar la Nova Societat Hongaresa de Música. El seu objectiu era presentar una sèrie anual de concerts amb música moderna de totes les nacionalitats, inclosa, per descomptat, l'hongaresa. Aquesta Societat va desaparèixer per manca de finançament. Aquesta va ser una més de les decepcions que anava rebent Bartók, que el van deixar en un estat d'ànim molt deprimit. La seva carrera com a concertista de piano havia progressat poc; les seves composicions no estaven tenint èxit ni a l'estranger ni a casa seva. Per coronar-ho tot, la seva òpera El castell de Barbablava va ser rebutjada per l'Òpera de Budapest. El que el va mantenir amb energia durant aquests anys foscos i el que finalment va ajudar a restaurar els seus ànims turbulents va ser la música del poble. Durant aquest període, Bartók va dedicar la major part del seu temps a transcriure, estudiar i classificar milers de cançons populars que havia recollit en les seves nombroses expedicions entre 1905 i 1913. Al principi, havia intentat escriure aquestes cançons al moment, però aviat es va comprar una enregistradora d'Edison, que li va permetre gravar la música dels pagesos directament en cilindres de cera. Girant una manovella amb la mà, podia generar electricitat mitjançant una magneto, i els pagesos cantaven en una gran banya que formava part de l'equipament.
El que va començar gairebé com una línia lateral es va convertir en una professió. Bartók va ser un pioner i una autoritat en el camp de la música popular, ara anomenada etnomusicologia. Va publicar molts llibres i articles sobre el tema, va donar moltes conferències i va ser reconegut internacionalment com un gran expert. Bartók va quedar fascinat no només amb la transcripció, anàlisi i classificació de les nombroses melodies que recopilava, sinó també per les comparacions entre les diferents músiques pageses i els seus dialectes de les diferents regions que anava visitant. Durant aquest període va compondre molt i basat l'esperit de la cançó popular hongaresa, entre ells el ballet El príncep de fusta, que n'està saturat. Bartók havia trobat la seva llar espiritual al camp, i havia començat a submergir-se en la cultura i la música del poble amb el mateix entusiasme que havia mostrat per Strauss.

### Influències en la música de Bartók
Quan va descobrir les cançons folklòriques dels pagesos magiars, va començar a incorporar-les en la pròpia música i a escriure melodies amb el mateix estil, així com amb l'ús freqüent de figures rítmiques de sabor folklòric.
Una altra gran influència va ser la música de Richard Strauss, a qui va conèixer a Budapest en l'estrena de Així parlà Zaratustra el 1902, que va ser l'obra del mestre bavarès que més el va influir. Aquest nou estil va emergir en els següents anys. Bartók s'estava bastint una carrera com a pianista, quan el 1907 va obtenir un treball com a professor de piano en l'Acadèmia Reial on va tenir molts alumnes, entre ells a György Kósa, Giörgy Sandor o Lili Kraus. Això li va permetre romandre a Hongria en comptes de fer gires per Europa com a pianista, i li va permetre recollir més música folklòrica, principalment a Transsilvània. Mentrestant la seva música va començar a incorporar les influències d'aquesta activitat i les de la música de Debussy, que Kodály va portar de París. Els seus grans treballs orquestrals continuaven sent molt propers a la música de Brahms i Richard Strauss, però va escriure una bona quantitat de petites peces per a piano que mostraven el seu creixent interès en la música folklòrica. Probablement la primera peça que va mostrar clars signes d'aquest nou interès és el Quartet de corda núm. 1.

### Etapa mitjana

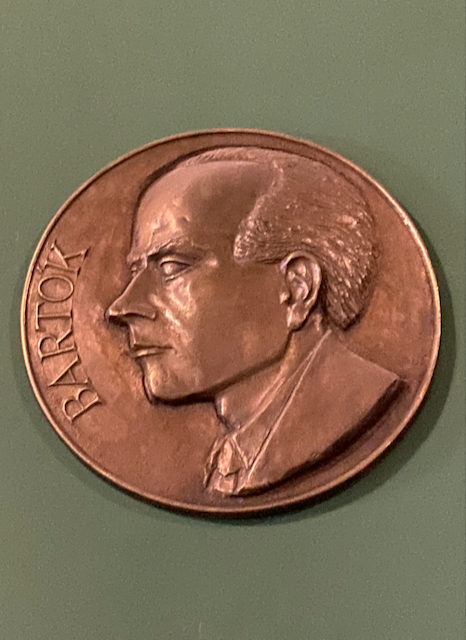
Béla Bartók al Palau de la Cultura de Târgu Mureș

El 1909, Bartók es va casar amb Marta Ziegler, amb qui el 1910 va tenir un fill, Béla. El 1911 va escriure la seva única òpera, El castell de Barbablava, dedicada a la seva esposa Marta. Va presentar-la al premi de la Comissió per a les Belles Arts Hongareses, però el jurat va manifestar que l'obra era impossible d'interpretar, i van rebutjar-la de seguida. L'òpera no es va estrenar fins al 1918, amb la condició del govern que esborrés el nom del llibretista, Béla Balázs, del programa, a causa dels seus punts de vista polítics. Bartók s'hi va negar.
En els següents tres anys no va escriure gaire, i es va concentrar a arreplegar música folklòrica i arreglar-la (a Europa central, els Balcans i Turquia). Quan va començar la Primera Guerra Mundial va acabar aquestes expedicions i va tornar a la composició, escrivint el ballet El príncep de fusta el 1916 i el Quartet de corda núm. 2. A continuació va treballar en un altre ballet, El mandarí meravellós, influït per Ígor Stravinski, Arnold Schönberg i Richard Strauss, i després en dues sonates per a violí, que són harmònicament i estructuralment unes de les més complexes peces que va escriure. Ensems de tota aquesta tasca, Bartók feia de professor a l'Acadèmia de Música de Budapest, tenint entre altres alumnes a Paul Arma. Va escriure el seu tercer i quart quartet de corda el 1927. El cinquè quartet, de 1934, és menys innovador que els dos anteriors. Va escriure el sisè (i últim) quartet el 1939. El mandarí meravellós va ser començat el 1918, però no va ser interpretat fins al 1926, a causa del seu contingut sexual: una sòrdida història de prostitució, robatori i assassinat. Moltes de les obres que va compondre Bartók no haurien pogut ser publicades sense Elisabeth Sprague, una mecenes que va finançar les obres de molts compositors.
Bartók es va divorciar de Marta el 1923 i es va casar amb una estudiant de piano, Ditta Pásztory. El seu segon fill, Péter, va nàixer el 1924. Per a les lliçons de música de Péter va començar a compondre una col·lecció de sis volums de peces de piano progressives, Mikrokosmos, bastant popular entre els estudiants de piano d'avui dia. Va ser l'última obra que va compondre a Europa.

### Segona Guerra Mundial i carrera posterior

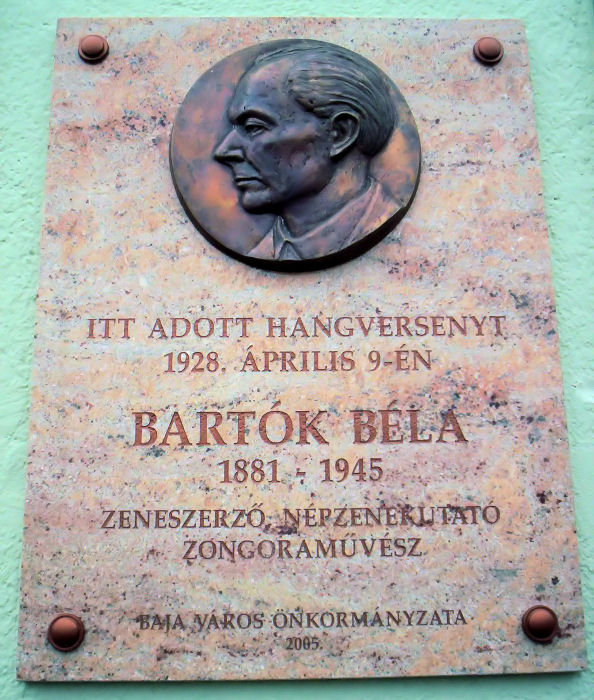
Placa memorial de Béla Bartók a Baja, Hongria

El 1940, després de l'inici de la Segona Guerra Mundial, i amb una situació política deteriorada, Bartók va ser temptat cada vegada més a deixar Hongria. Bartók estava en forta oposició als nazis. Després de llur ascensió al poder a Alemanya, va refusar fer-hi concerts i va abandonar el seu editor alemany. Primer va enviar els seus manuscrits fora del país, i després, no sense cert rebuig, es va mudar als Estats Units amb Ditta. Péter Bartók se'ls va unir el 1942 i després es va allistar en la Força Naval. Béla Bártok fill va romandre a Hongria.
Bartók mai no es va sentir confortablement als Estats Units, i hi va trobar molt difícil la composició. A més, no era gaire conegut i hi havia poc interès en la seva música. El seu últim treball haguera sigut el Quartet per a cordes núm. 6, de no haver sigut per Serge Koussevitzky que li va encarregar el Concert per a orquestra, el treball més popular de Bartók, que va alleujar la seva situació financera. També va rebre una comanda de Yehudi Menuhin per a escriure una Sonata per a violí sol. Sembla que això va renovar el seu interès en la composició, i va començar el Concert per a piano núm. 3, un melodiós i quasi neoclàssic treball, i el Concert per a viola.
Béla Bartók va morir a Nova York de leucèmia. Va deixar el Concert per a viola inconclús a la seva mort, el qual va ser completat pel seu alumne Tibor Serly. Va ser soterrat en el Cementeri Ferncliff d'Hartsdale, Nova York, però després de la caiguda del comunisme a Hongria el 1988, les restes van ser traslladades a Budapest. Es va realitzar un funeral d'estat el 7 de juliol de 1988 i va ser soterrat en el Cementeri Farkasreti de la mateixa ciutat.

## Obres selectes

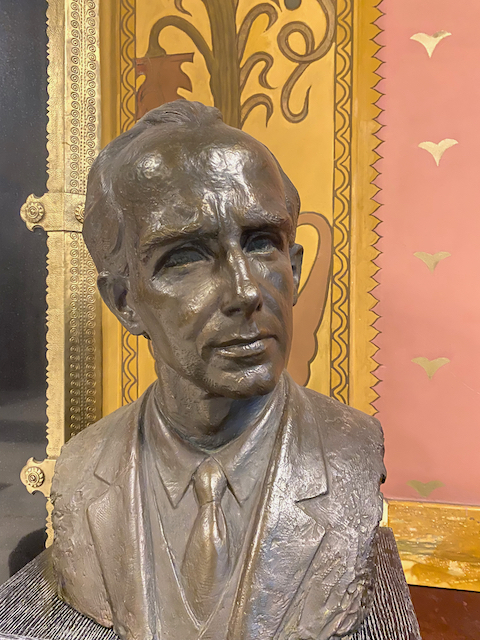
Károly Bálint: Béla Bartók al Palau de la Cultura de Târgu Mureș

### Música orquestral
- Concert per a piano núm. 1
- Concert per a piano núm. 2
- Concert per a piano núm. 3
- Concert per a violí núm. 1
- Concert per a violí núm. 2
- Concert per a viola (completat per Tibor Serly)
- Concert per a orquestra
- Quadres hongaresos
- Divertimento per a orquestra de corda

### Música coral
- Cantata Profana (1930)
- De temps antics (1935)

### Música de cambra
- Sonata per a dos pianos i percussió
- Música per a corda, percussió i celesta
- "Contrastos" per a clarinet, violí i piano (vegeu enllaços externs)
- Quartet de corda núm. 1
- Quartet de corda núm. 2
- Quartet de corda núm. 3
- Quartet de corda núm. 4
- Quartet de corda núm. 5
- Quartet de corda núm. 6
- Tres sonates per a violí

### Piano
- Allegro barbaro (1911)
- Sonatina (1915)
- Danses folklòriques romaneses (1915)
- A l'aire lliure (1926))
- Sonata (1926)
- Mikrokosmos (1926, 1932-39)

### Música escènica
- El castell de Barbablava, òpera
- El mandarí meravellós, ballet
- El príncep de fusta, ballet